# Ewa Bulska
Ewa Joanna Bulska (ur. 2 sierpnia 1953 w Warszawie) – polska chemiczka, profesor nauk chemicznych profesor Uniwersytetu Warszawskiego, specjalistka w zakresie chemii analitycznej, spektrometrii atomowej i spektrometrii mas.

## Życiorys
W 1977 ukończyła studia magisterskie na Wydziale Chemii Uniwersytetu Warszawskiego. W 1986 na tym samym wydziale uzyskała stopień naukowy doktora. W 1996 na podstawie dorobku naukowego oraz rozprawy pt. Wykorzystanie plazmy mikrofalowej w układach sprzężonych w nieorganicznej analizie śladowej uzyskała na macierzystym wydziale stopień doktor habilitowanej nauk chemicznych w dyscyplinie chemia, specjalność spektrometria. W 2004 otrzymała tytuł profesora nauk chemicznych.
Została profesorem zwyczajnym Wydziału Chemii Uniwersytetu Warszawskiego oraz Wyższej Szkoły Ekologii i Zarządzania w Warszawie.
Jest dyrektorem Centrum Nauk Biologiczno-Chemicznych Uniwersytetu Warszawskiego, członkiem Komitetu Chemii Analitycznej PAN oraz członkiem Rady Konsultacyjnej Głównego Urzędu Miar.

## Nagrody i medale naukowe
W 2004 roku otrzymała nagrodę "Bunsen-Kirchhoff Award for Analytical Spectroscopy" za pracę w dziedzinie atomowej spektrometrii absorpcyjnej z użyciem pieców grafitowych, ze szczególnym uwzględnieniem stosowania modyfikatorów matrycy oraz za analizę materiałów biologicznych i badania nad konserwacją obiektów sztuki. W 2012 roku Polskie Towarzystwo Chemiczne przyznało jej Medal Wiktora Kemuli. W 2015 roku Międzynarodowa Unia Chemii Czystej i Stosowanej (IUPAC) przyznała jej nagrodę "IUPAC 2015 Distinguished Women in Chemistry or Chemical Engineering", wręczoną podczas kongresu IUPAC w Busan, Korea. W 2024 roku Czeskie Towarzystwo Spektroskopowe oraz Słowackie Towarzystwo Spektroskopowe przyznało jej Medal Ioannesa Marcusa Marciego za wybitne osiągnięcia w analizie śladowej i specjacyjnej metodami spektroskopii atomowej.

## Odznaczenia
W 2008 roku otrzymała Złoty Medal za Długoletnią Służbę. W 2015 r. została odznaczona Złotym Krzyżem Zasługi, a w 2019 roku Krzyżem Kawalerskim Orderu Odrodzenia Polski.